# José Marcelo da Silva
José Marcelo da Silva, mais conhecido como Marcelo Silva ou simplesmente Marcelo (Caruaru, 26 de julho de 1967) é um ex-futebolista brasileiro que atuava como lateral direito.
Eleito cinco vezes como o melhor lateral direito do Campeonato Paraense, também foi eleito um dos quatro melhores laterais direitos do Clube do Remo.

## Carreira
Iniciou a carreira no Santa Cruz, em 1988.
Em 1989, chegou ao Campinense, onde começou a despontar e foi campeão do Campeonato Paraibano em 1991.
Em 1992, foi contratado pelo Remo, onde viraria ídolo. Pelo clube, foi tetracampeão estadual (1993, 1994, 1995 e 1996) e, em todos os campeonatos paraenses em que se sagrou campeão, foi eleito o melhor lateral direito da competição.
Foi emprestado ao Santos em 1995. Pelo Peixe, foi vice campeão da Copa dos Campeões Mundiais e do Campeonato Brasileiro, onde atuou em 13 jogos da polêmica campanha, mas sofreu com lesões naquele ano.
Depois, passou pelo Atlético Paranaense, entre 1996 e 1997.
Retornou à Belém, agora para atuar pelo Paysandu. Pelo clube, novamente ganhou o Campeonato Paraense em 1998 e foi eleito melhor lateral do campeonato.
Encerrou a carreira no Porto-PE, de sua cidade natal, em 1999.
Após se aposentar, tornou-se empresário de atletas, tendo parcerias com profissionais como Giuliano Bertolucci e André Cury.

### Títulos
Campinense
- Campeonato Paraibano: 1991

Remo
- Campeonato Paraense: 1993[1], 1994[2], 1995 e 1996

Paysandu
- Campeonato Paraense: 1998

Individuais
- Melhor lateral direito do Campeonato Paraense (Troféu Camisa 13)[7][12][15][3]: 1993, 1994, 1995, 1996, 1998